# Lazada Group
Lazada Group — сингапурская транснациональная технологическая компания, специализирующаяся в основном на электронной коммерции.

## История
Основанная Максимилианом Биттнером при поддержке Rocket Internet в 2012 году , в настоящее время она принадлежит Alibaba Group после своего приобретения в 2016 году. В 2014 году Lazada Group управляла сайтами в нескольких странах  и привлекла около 647 миллионов долларов США в течение нескольких инвестиционных раундов от своих инвесторов, таких как Tesco, Temasek Holdings, Summit Partners, JPMorgan Chase, Investment AB Kinnevik и Rocket Internet. Её сайты были запущены в марте 2012 года с бизнес-моделью продажи инвентаря клиентам со своих складов. В 2013 году была добавлена модель торговой площадки, которая позволяла сторонним розничным торговцам продавать свою продукцию через сайт Lazada. К концу 2014 года на рынок приходилось 65 % продаж.
В апреле 2016 года Alibaba Group купила контрольный пакет акций Lazada, чтобы поддержать планы международной экспансии Alibaba.
По данным на август 2018 года, Lazada является крупнейшим оператором электронной коммерции в Юго-Восточной Азии по среднему ежемесячному количеству посещений веб-сайтов.
В сентябре 2019 года Lazada заявила, что является ведущей платформой электронной коммерции в Юго-Восточной Азии с более чем 50 миллионами активных покупателей ежегодно.